# Шеремет Олександр Степанович
Олекса́ндр Степа́нович Шереме́т  (* 1898, Ніжин — 1985) — український архітектор.

## Біографічні дані
1929 закінчив Київський художній інститут (нині Національна академія образотворчого мистецтва і архітектури).
Працював у Харкові та Ворошиловграді (Луганську) у проектних установах, обіймав посаду головного архітектора Луганська (1937—1969), автор і співавтор понад 40 будівель і споруд Луганська та міського парку культури та відпочинку ім. Горького (1936).

## Творчість
Головні роботи:
- селище ХТЗ і стадіон «Динамо» в Харкові (1930—1931, у співпраці з ін.),
- житлові будинки на площі Революції (1935) та Червоній площі (1935—1936), Парк культури та відпочинку імені Горького (1936—1937, у співпраці з ін.);
- реконструкції Гірничо-комерційної школи та драматичного театру (1949, разом з І. Миньком), кінотеатр «Молода гвардія» (1957) у Ворошиловграді.